# Casinaria genuina
Casinaria genuina là một loài tò vò trong họ Ichneumonidae.